# Джон Бойд Ор
Сър Джон Бойд Ор (на английски: John Boyd Orr, 1st Baron Boyd-Orr) е шотландски лекар, биолог и политик. Първи генерален директор на Организацията по прехрана и земеделие (ФАО) на ООН (1945 – 1946), председател на Международния съвет за мир и на Световния съюз на организациите за мир. Носител на Нобелова награда за мир за 1949 г.

## Произход и образование (1880 – 1914)
Роден е на 23 септември 1880 година в Килмаурс, Шотландия, четвърто от седемте деца в семейството на Робърт Кларк Ор, собственик на малка каменоломна, и Ан Бойд. През 1885 г. предприятието на баща му има финансови трудности и семейството се премества в по-скромно жилище в Уест Килбрайд.
Начално образование Ор получава вкъщи от майка си и баба си по бащина линия. На 13 години постъпва в съседното килмарнъкско училище, но проявява толкова малък интерес към занятията, че е върнат у дома. След това работи при баща си и посещава селското училище, като отделя много време за четене. На 19 години получава кралска стипендия и постъпва в теологичния отдел на университета в Глазгоу. Но по това време се запознава с теорията на Дарвин, която му прави много силно впечатление, и с нарастването на интереса му към науката Ор постепенно се отдалечава от църквата.
След като през 1902 г. завършва университета Ор преподава четири години в бедните райони на Глазгоу в низината Солткоутс близо до града. Потресен от бедността, недоимъка и болестите на своите ученици, той се връща в университета, за да учи медицина.

## Научна дейност (1914 – 1942)
След като през 1914 г. завършва факултета за известно време Ор работи като лекар. Скоро заема административна длъжност в лабораторията за изследване на фуражите към Абърдийнския университет, създаден малко преди това. Цялото оборудване се намира в мазето и най-напред Ор започва да събира средства за обширна строителна програма, чието изпълнение съвпада със самото начало на Първата световна война.
Ор се записва като доброволец в армията. Прекарва 18 месеца в Англия и става офицер към медицинската служба на пехотен полк, който участва в битките край Сома, Ипър и Пашендел. За храбростта си е удостоен с Военен кръст и ордена „За отлична служба“. Като достига до извода, че може да е по-полезен във флота, успява да издейства преместването си, но скоро е отзован за разработване на изисквания към храненето на военнослужещите.
След края на войната Ор се връща в Абърдийн и завършва строителството на лабораторията. През следващите години създава Изследователския институт „Роует“ за проучване на въпросите на храненето, лабораторията „Уолтър Рейд“, експерименталната ферма „Джон Дюти Уебстър“ и центъра по хранене „Страткон хаус“, където се събират специалисти от целия свят.
От първите дни на работата си в „Роует“ Ор изследва значението на протеина и на метаболизма за животните, което укрепва бързо научната му репутация. През 1925 г. при изследване в Африка той сравнява системата на хранене и живот на пастирското племе масаи, чието стопанство е основано на месото, млякото и кръвта, и условията на живота на племето кикую, хранещо се предимно с царевица. Ор се убеждава, че разработките на института могат да бъдат използвани в интерес на подобряването на човешкото здраве. Първа стъпка в тази насока той прави с изследване на хранителните свойства на кравето мляко.
Въпреки значителното развитие на млечната промишленост в Англия, хранителността на млякото, особено за деца, е недооценена. За да поддържат цените, фермерите избягват свръхпроизводството. При първото си изследване Ор и неговите колеги подбират в Ирландия и Шотландия три групи ученици. На първата група дават по половин пинта мляко на ден, на втората – пинта обезмаслено мляко, а на третата – бисквити със същата калорийност. За седем месеца децата, които получават мляко, порастват значително и здравето им се подобрява. Аналогични резултати са отбелязани сред семействата с деца от минния район Ланаркшър. Като се опира на тези данни, британският парламент приема закон за доставка на евтино и безплатно мляко в държавните училища.
През 30-те години изследванията на Ор продължават. Той се убеждава, че Великобритания се нуждае от целенасочена и научно обоснована продоволствена политика, но не успява да получи правителствена подкрепа. Оживена дискусия предизвиква през 1936 г. публикацията му „Хранене, здраве и доходи“, в което се твърди, че по-малко от половината англичани могат да си позволят необходимата храна, а всеки десети не си дояжда. Като член на техническата комисия по храненето в Обществото на народите Ор помага да се разработи заявление за нормите на хранене и планира това, което сам нарича „брачна връзка на здравето със селското стопанство“, в световен мащаб.
Международното напрежение в края на 30-те години подтиква към ускоряването на тези планове. През 1938 г. британското правителство, разтревожено от опасността от война, възлага на Ор да оцени продоволствените запаси на Нацистка Германия. След завръщането си той докладва за повече от удовлетворително хранене на германските младежи и за добре обмислена селскостопанска програма. Нарастването на военната опасност подтиква Ор да размишлява за продоволствената политика по време на война. В книгата „Храненето на хората във военно време“, написана заедно с Дейвид Лебък и появила се през 1940 г., е разработена евтина хранителна система с използване на отечествени продукти, която може да осигури жизнеността на нацията. Там се предвиждат мерки за нормиране на продоволствията, за контрол на цените и за регулиране на селскостопанското производство. Много от тях по-късно са приети.

## Дипломатическа дейност (1942 – 1949)
През 1942 г. по покана на Милбенкския мемориален фонд Ор посещава САЩ, където се среща с вицепрезидента Хенри Уолъс за обсъждане на въпросите на световната продоволствена политика. През 1943 г. президентът на САЩ Франклин Д. Рузвелт кани делегати от съюзните нации в Хот спрингс в щата Вирджиния, където започва разработката на един от принципите на Атлантическата харта – „Свободни от нужда“. Британското правителство не включва Ор в състава на делегацията отчасти защото той защитава прилагането на международни мерки, което може да навреди на конкурентоспособността на Великобритания на външния пазар.
През 1945 г. Ор напуска поста си в изследователския институт „Роует“ и се заема с обществена дейност, а по-късно студентите от университета в Глазгоу го избират за ректор.
Тласък за развитие на плановете от конференцията в Хот спрингс дава съвещанието на Организацията по прехрана и земеделие на ООН (ФАО), свикано в Квебек през 1945 г. Отново невключен в състава на британската делегация, Ор приема предложението на Филип Ноел-Бейкър да придружава делегацията неофициално. По предложение на канадския посланик в САЩ Лестър Пиърсън той се обръща към делегатите с призив да придадат на организацията не само съвещателен, но и изпълнителен характер. Огорчен от неразбирането на аудиторията, той се готви вече да се върне в Англия, когато получава известие, че е избран за генерален секретар на ФАО.
Избран за две години, Ор създава бързо администрация, чийто анализ на следвоенните продоволствени запаси установява, че около 75 милиона европейци са се сблъскали с криза в тази област. За да се избегнат заплахите от глад, Ор свиква съвещание на ФАО. Учреден е Международен извънреден съвет по продоволствията за координиране на разпределението на продуктите. На конференцията на ФАО през 1947 г. в Копенхаген Ор предлага да се създаде към ООН съвет по продоволствията, за да не може следвоенното стремително нарастване на населението да изненада световната общност, но по настояване на САЩ и Великобритания неговият план е отклонен като заплаха за националния суверенитет.
Когато през 1948 г. срокът на длъжността му изтича, Ор продължава да пропагандира своите възгледи в статии и речи. Той призовава развитите технологично страни да ликвидират глада по света и защитава идеята за световно правителство, способно да прекрати войните. Ор пътува много по Европа, а през 1949 г. приема предложението да посети Индия, където консултира правителството по въпросите на селскостопанското развитие и разпределението на продуктите.

## Следващи години (1949 – 1971)
След получаването на Нобеловата награда за мир през 1949 г. Ор не остава встрани от международните проблеми. През 1951 г. той посещава Пакистан, където помага за стабилизирането на разпределителната система, след това влиза в състава на британската делегация за икономическата конференция през 1952 в Москва, участва в научни и икономически контакти с източноевропейските страни. Посещава и Китай през 1956 и Куба през 1962 г.
Умира на 25 юни 1971 г. в къщата си близо до Брихин, Шотландия, на 90-годишна възраст.

## Личен живот
Ор се жени през 1915 г. Има две дъщери и един син, който загива по време на Втората световна война. В свободното си време обича самотните разходки по хълмовете на Шотландия и харесва народните шотландски танци.